# PDC Pro Tour 2012
Die PDC Pro Tour 2012 war die elfte Austragung der Dartsturnierserie von der PDC. Sie beinhaltete die UK Open Qualifiers, die Players Championships und auch erstmals die European Darts Tour. Insgesamt wurden 33 Turniere und damit 6 weniger als im Vorjahr ausgetragen – 20 Players Championships, 5 European Tour-Events und 8 UK Open Qualifiers.
Dieser Artikel enthält auch die PDC Youth Tour, welche als Secondary Tour Event bei der PDC gewertet wird, sowie die Non-UK Affiliate Tours der PDC.

## PDC Tour Card
Um die Turniere der PDC Pro Tour spielen zu dürfen, muss man über eine PDC Tour Card verfügen. Diese ist zwei Jahre gültig.
Insgesamt werden 128 Tour Cards vergeben 1:
- (64) – Top 64 der PDC Order of Merit nach der PDC-Weltmeisterschaft 2012
- (25) – jene 20 der 25 Qualifikanten von der Q-School 2011, welche die Top 64 nicht erreichten.
- (4) – 1 Halbfinalist der BDO-Weltmeisterschaft 2012 ( Ted Hankey)
- (2) – 0 Finalistinnen der PDC-Damen-Weltmeisterschaft 2010
- (2) – 1 Finalist der PDC-Jugendweltmeisterschaft 2011 ( James Hubbard)
- (2) – Top 2 der PDC Youth Tour Order of Merit, welche noch nicht anders qualifiziert waren ( Paul Barham und  Reece Robinson)
- (34) – 40 Qualifikanten von der Q-School 2012 (siehe unten)

### Q-School
Über die Q-School wurden die übriggebliebenen Tour Cards vergeben. Sie fand vom 19. bis 22. Januar 2012 im Metrodome in Barnsley statt.
Folgende Spieler konnten sich eine Tour Card für zwei Jahre erspielen:
| Tag 1 – 19. Januar                                         | Tag 2 – 20. Januar                                          | Tag 3 – 21. Januar                                    | Tag 4 – 22. Januar                               |
| UK Q-School                                                | UK Q-School                                                 | UK Q-School                                           | UK Q-School                                      |
| ---------------------------------------------------------- | ----------------------------------------------------------- | ----------------------------------------------------- | ------------------------------------------------ |
| Richie Howson Andrew Cornwall Darren Whittingham Tony West | Steve West Stuart Kellett Michael Barnard Kurt van de Rijck | Dean Winstanley Jeff Smith Adrian Gray Andrew Gilding | Dave Smith Johnny Haines Jamie Lewis Bernd Roith |

Do übrig gebliebenen Tour Cards wurden über die Q-School Order of Merit an folgende Spieler vergeben:
Top 24 Q-School Order of Merit
1. John Bowles
2. Gino Vos
3. Andy Jenkins
4. Matt Clark
5. Joe Murnan
6. Gary Butcher
7. Stephen Hardy
8. Keegan Brown
9. Mareno Michels
10. Ross Smith
11. Matthew Edgar
12. Nick Fulwell

1. Daniel Starkey
2. Connie Finnan
3. Gaz Cousins
4. Gareth Pass
5. Tony Littleton
6. John Scott
7. Paddy Meaney
8. Steve Grubb
9. Jim Walker
10. Liam Kelly
11. Les Wallace
12. Keith Stephen

## Preisgeld
Die Preisgelder der Players Championships und UK Open Qualifiers wurden beide erhöht.
Sie unterteilten sich wie folgt:
| Runde         | Players Championships | UK Open Qualifiers | European Darts Tour |
| ------------- | --------------------- | ------------------ | ------------------- |
| Sieg          | £ 6.000               | £ 6.000            | £ 15.000            |
| Finale        | £ 3.000               | £ 3.000            | £ 7.500             |
| Halbfinale    | £ 2.000               | £ 2.000            | £ 5.000             |
| Viertelfinale | £ 1.000               | £ 1.000            | £ 3.000             |
| Achtelfinale  | £ 600                 | £ 600              | £ 1.500             |
| Letzte 32     | £ 400                 | £ 400              | £ 1.000             |
| Letzte 64     | £ 200                 | £ 200              | £ 200               |
| Total         | £ 34.600              | £ 34.600           | £ 78.900            |

## Players Championships
| Nr. | Datum      | Austragungsort | Sieger             | Ergebnis | Finalist         |
| --- | ---------- | -------------- | ------------------ | -------- | ---------------- |
| 1   | 28.01.2012 | Benidorm       | Justin Pipe        | 6 : 0    | Paul Nicholson   |
| 2   | 29.01.2012 | Benidorm       | Michael Smith      | 6 : 3    | Justin Pipe      |
| 3   | 10.03.2012 | Reading        | Phil Taylor        | 6 : 1    | Wes Newton       |
| 4   | 11.03.2012 | Reading        | Dave Chisnall      | 6 : 5    | Phil Taylor      |
| 5   | 26.05.2012 | Crawley        | Dave Chisnall      | 6 : 2    | Ian White        |
| 6   | 27.05.2012 | Crawley        | Dave Chisnall      | 6 : 4    | Justin Pipe      |
| 7   | 16.06.2012 | Birmingham     | Ronnie Baxter      | 6 : 3    | Adrian Lewis     |
| 8   | 17.06.2012 | Birmingham     | Michael van Gerwen | 6 : 1    | Simon Whitlock   |
| 9   | 30.06.2012 | Crawley        | Dave Chisnall      | 6 : 4    | Ronnie Baxter    |
| 10  | 01.07.2012 | Crawley        | Colin Lloyd        | 6 : 5    | Andy Hamilton    |
| 11  | 15.09.2012 | Barnsley       | Michael van Gerwen | 6 : 1    | Ian White        |
| 12  | 16.09.2012 | Barnsley       | Simon Whitlock     | 6 : 4    | Andy Hamilton    |
| 13  | 06.10.2012 | Dublin         | Michael van Gerwen | 6 : 5    | Robert Thornton  |
| 14  | 07.10.2012 | Dublin         | Robert Thornton    | 6 : 5    | Gary Anderson    |
| 15  | 20.10.2012 | Killarney      | Peter Wright       | 6 : 1    | Robert Thornton  |
| 16  | 21.10.2012 | Killarney      | Michael van Gerwen | 6 : 3    | Nick Fulwell     |
| 17  | 03.11.2012 | Crawley        | Simon Whitlock     | 6 : 2    | Dennis Priestley |
| 18  | 04.11.2012 | Crawley        | Michael van Gerwen | 6 : 5    | Ian White        |
| 19  | 24.11.2012 | Barnsley       | Dave Chisnall      | 6 : 3    | Phil Taylor      |
| 20  | 25.11.2012 | Barnsley       | Michael van Gerwen | 6 : 5    | Phil Taylor      |

## European Tour Events
| Nr. | Datum           | Event                     | Austragungsort  | Sieger                | Ergebnis | Finalist       |
| --- | --------------- | ------------------------- | --------------- | --------------------- | -------- | -------------- |
| 1   | 27.–29. April   | Austrian Darts Open       | Wiener Neustadt | Justin Pipe           | 6 : 3    | James Wade     |
| 2   | 22.–24. Juni    | German Darts Championship | Berlin          | Phil Taylor           | 6 : 2    | Dave Chisnall  |
| 3   | 6.–8. Juli      | European Darts Open       | Düsseldorf      | Raymond van Barneveld | 6 : 4    | Dave Chisnall  |
| 4   | 7.–9. September | German Darts Masters      | Sindelfingen    | Adrian Lewis          | 6 : 3    | Ian White      |
| 5   | 26.–28. Oktober | Dutch Darts Masters       | Nuland          | Simon Whitlock        | 6 : 1    | Paul Nicholson |

## UK Open Qualifiers
| Nr. | Datum      | Austragungsort | Sieger                | Ergebnis | Finalist       |
| --- | ---------- | -------------- | --------------------- | -------- | -------------- |
| 1   | 11.02.2012 | Crawley        | Wes Newton            | 6 : 3    | Kim Huybrechts |
| 2   | 12.02.2012 | Crawley        | Michael van Gerwen    | 6 : 1    | Dave Chisnall  |
| 3   | 24.03.2012 | Barnsley       | Phil Taylor           | 6 : 2    | Brendan Dolan  |
| 4   | 25.03.2012 | Barnsley       | Phil Taylor           | 6 : 3    | Dennis Smith   |
| 5   | 14.04.2012 | Barnsley       | Raymond van Barneveld | 6 : 3    | Andy Smith     |
| 6   | 15.04.2012 | Barnsley       | Raymond van Barneveld | 6 : 2    | Ian White      |
| 7   | 05.05.2012 | Birmingham     | Terry Jenkins         | 6 : 3    | Andy Hamilton  |
| 8   | 06.05.2012 | Birmingham     | Wes Newton            | 6 : 2    | Justin Pipe    |

## Secondary Tour Events

### PDC Youth Tour
| Nr. | Datum      | Austragungsort | Sieger           | Ergebnis | Finalist           |
| --- | ---------- | -------------- | ---------------- | -------- | ------------------ |
| 1   | 21.04.2012 | Derby          | Arron Monk       | 4 : 0    | James Hubbard      |
| 2   | 21.04.2012 | Derby          | Michael Smith    | 4 : 2    | Daniel King-Morris |
| 3   | 22.04.2012 | Derby          | Arron Monk       | 4 : 0    | Michael Smith      |
| 4   | 19.05.2012 | Reading        | James Hubbard    | 4 : 1    | Ben Songhurst      |
| 5   | 19.05.2012 | Reading        | Michael Smith    | 4 : 1    | Jamie Landon       |
| 6   | 20.05.2012 | Reading        | Arron Monk       | 4 : 2    | Liam Showell       |
| 7   | 02.06.2012 | Köln           | Adam Smith-Neale | 4 : 2    | Josh Payne         |
| 8   | 02.06.2012 | Köln           | Chris Aubrey     | 4 : 3    | Jamie Lewis        |
| 9   | 03.06.2012 | Köln           | Jamie Lewis      | 4 : 3    | Arron Monk         |
| 10  | 14.07.2012 | Barnsley       | Sam Hamilton     | 4 : 3    | Reece Robinson     |
| 11  | 14.07.2012 | Barnsley       | Arron Monk       | 4 : 2    | Sam Head           |
| 12  | 15.07.2012 | Barnsley       | James Hubbard    | 4 : 0    | Sam Hill           |
| 13  | 04.08.2012 | Derby          | Jamie Lewis      | 4 : 0    | Michael Smith      |
| 14  | 04.08.2012 | Derby          | Jamie Landon     | 4 : 3    | John de Kruijf     |
| 15  | 05.08.2012 | Derby          | Michael Smith    | 4 : 0    | Lee Whitworth      |
| 16  | 29.09.2012 | Wigan          | Michael Smith    | 4 : 1    | Ricky Evans        |
| 17  | 29.09.2012 | Wigan          | Keegan Brown     | 4 : 1    | George Killington  |
| 18  | 30.09.2012 | Wigan          | Michael Smith    | 4 : 2    | Josh Payne         |
| 19  | 03.11.2012 | Crawley        | Arron Monk       | 4 : 1    | Chris Aubrey       |
| 20  | 04.11.2012 | Crawley        | Arron Monk       | 4 : 0    | Matthew Dennant    |

## Non-UK Affiliate Tours

### Scandinavian Darts Corporation Pro Tour
| Nr. | Datum      | Austragungsort | Sieger            | Ergebnis | Finalist            |
| --- | ---------- | -------------- | ----------------- | -------- | ------------------- |
| 1   | 02.06.2012 | Kopenhagen     | Jarkko Komula     | 6 : 5    | Jani Haavisto       |
| 2   | 03.06.2012 | Kopenhagen     | Jani Haavisto     | 6 : 5    | Robert Wagner       |
| 3   | 11.08.2012 | Vääksy         | Robert Wagner     | 6 : 4    | Ulf Ceder           |
| 4   | 12.08.2012 | Vääksy         | Jarkko Komula     | 6 : 1    | Ulf Ceder           |
| 5   | 01.09.2012 | Stockholm      | Jani Haavisto     | 6 : 4    | Jarkko Komula       |
| 6   | 02.09.2012 | Stockholm      | Magnus Caris      | 6 : 5    | Vladimir Andersen   |
| 7   | 29.09.2012 | Kopenhagen     | Veijo Viinikka    | 6 : 4    | Magnus Caris        |
| 8   | 30.09.2012 | Kopenhagen     | Dennis Lindskjold | 6 : 3    | Niels-Jørgen Hansen |

### North American Pro Tour
| Nr. | Datum      | Austragungsort | Sieger       | Ergebnis | Finalist    |
| --- | ---------- | -------------- | ------------ | -------- | ----------- |
| 1   | 22.07.2012 | Chicago        | John Part    | 6 : 1    | Darin Young |
| 2   | 26.08.2012 | London         | Andre Carman | 6 : 3    | Darin Young |
| 3   | 09.09.2012 | Atlantic City  | Larry Butler | 6 : 1    | Darin Young |

### Dartplayers Australia (DPA) Pro Tour
| Nr. | Datum      | Sieger               | Ergebnis | Finalist             |
| --- | ---------- | -------------------- | -------- | -------------------- |
| 1   | 21.01.2012 | Barry Jouannet Jnr   | 6 : 3    | Bill Aitken          |
| 2   | 22.01.2012 | Sean Reed            | 6 : 5    | Rob Modra            |
| 3   | 04.02.2012 | Russell Stewart      | 6 : 4    | Ben Gaiter           |
| 4   | 05.02.2012 | Harley Kemp          | 6 : 4    | Phillip Hazel        |
| 5   | 18.02.2012 | Shane Tichowitsch    | 6 : 5    | Gordon Mathers       |
| 6   | 19.02.2012 | Sean Reed            | 6 : 1    | Craig Gwynne         |
| 7   | 03.03.2012 | Jackson Wilson-Young | 6 : 4    | Wayne Clegg          |
| 8   | 04.03.2012 | Sean Reed            | 6 : 3    | Rob Modra            |
| 9   | 31.03.2012 | Jackson Wilson-Young | 6 : 2    | Shane Tichowitsch    |
| 10  | 01.04.2012 | Rob Modra            | 6 : 4    | Shane Tichowitsch    |
| 11  | 14.04.2012 | Shane Tichowitsch    | 6 : 3    | Beau Anderson        |
| 12  | 15.04.2012 | Shane Tichowitsch    | 6 : 5    | Beau Anderson        |
| 13  | 28.04.2012 | Shane Tichowitsch    | 6 : 3    | Ben Gaiter           |
| 14  | 29.04.2012 | Gordon Mathers       | 6 : 5    | Wayne Clegg          |
| 15  | 26.05.2012 | Gordon Mathers       | 6 : 0    | James Bailey         |
| 16  | 27.05.2012 | Craig Gwynne         | 6 : 2    | Sean Reed            |
| 17  | 09.06.2012 | Shane Tichowitsch    | 6 : 3    | Sean Reed            |
| 18  | 10.06.2012 | Shane Tichowitsch    | 6 : 2    | Sean Reed            |
| 19  | 23.06.2012 | Shane Tichowitsch    | 6 : 1    | Sean Reed            |
| 20  | 24.06.2012 | Shane Tichowitsch    | 6 : 5    | Sean Reed            |
| 21  | 14.07.2012 | Shane Tichowitsch    | 6 : 2    | Wayne Clegg          |
| 22  | 15.07.2012 | Sean Reed            | 6 : 3    | Shane Tichowitsch    |
| 23  | 11.08.2012 | David Platt          | 6 : 5    | Pat Orreal           |
| 24  | 12.08.2012 | David Platt          | 6 : 5    | Jeremy Fagg          |
| 25  | 06.10.2012 | Tic Bridge           | 6 : 3    | Jackson Wilson-Young |
| 26  | 07.10.2012 | ???                  | ? : ?    | ???                  |
| 27  | 26.10.2012 | Gordon Mathers       | 6 : 4    | Russell Stewart      |
| 28  | 27.10.2012 | Kyle Anderson        | 6 : 3    | Gordon Mathers       |

### PDPA World Championship Qualifier
Das Event war ein Turnier für die direkte Qualifikation zur PDC-Weltmeisterschaft 2013. Der Sieger startete in der 1. Runde. Der Finalist erhielt einen Platz in der Vorrunde. Teilnehmen dürfen alle Spieler, die Associate Member sind, also Mitglieder der PDPA sind.
| Spiel | Datum      | Austragungsort | Sieger         | Ergebnis | Finalist    |
| ----- | ---------- | -------------- | -------------- | -------- | ----------- |
| 1     | 26.11.2012 | Barnsley       | Stuart Kellett | 5 : 1    | John Bowles |

### World Championship International Qualifier
Rund um die Welt fanden 13 Turniere statt, in denen man sich als Sieger einen Startplatz in der Vorrunde für die PDC-Weltmeisterschaft 2013 erspielen konnte.
| Datum      | Event                             | Sieger             | Ergebnis | Finalist          |
| ---------- | --------------------------------- | ------------------ | -------- | ----------------- |
| 09.09.2012 | New Zealand Qualifying Event      | Dave Harrington    | ? : ?    | ???               |
| 30.09.2012 | Japan Qualifying Event            | Haruki Muramatsu   | 6 : 0    | Sho Katsumi       |
| 30.09.2012 | Germany Qualifying Event          | Andree Welge       | 2 : 1    | Tomas Seyler      |
| 14.10.2012 | China Qualifying Event            | Leung Chen Nam     | ? : ?    | Shen Jianhua      |
| 14.10.2012 | Tom Kirby Memorial Trophy         | Daryl Gurney       | 6 : 3    | Campbell Jackson  |
| 14.10.2012 | South Africa Qualifying Event     | Charl Pietersen    | 8 : 1    | Charles Losper    |
| 19.10.2012 | Gleneagle Irish Masters           | Gary Anderson      | 6 : 1    | Colin Osborne     |
| 21.10.2012 | Philippines Qualifying Event      | Lourence Ilagan    | ? : ?    | Andy Villamor     |
| 28.10.2012 | Oceanic Masters                   | Kyle Anderson      | 8 : 3    | Tic Bridge        |
| 10.11.2012 | South Asian Qualifying Event      | Mohd Latif Sapup   | ? : ?    | ???               |
| 10.11.2012 | Central European Qualifying Event | Max Hopp           | 6 : 1    | Maik Langendorf   |
| 10.11.2012 | West European Qualifying Event    | Carlos Rodríguez   | 6 : 5    | Stefan Couwenberg |
| 17.11.2012 | East European Qualifying Event    | Robert Marijanović | 6 : 1    | Gyula Perle       |